# Cantone di Bordères-sur-l'Échez
Il Cantone di Bordères-sur-l'Échez è una divisione amministrativa dell'arrondissement di Tarbes.
A seguito della riforma approvata con decreto del 25 febbraio 2014, che ha avuto attuazione dopo le elezioni dipartimentali del 2015, è passato da 11 a 7 comuni.

## Composizione
Gli 11 comuni facenti parte prima della riforma del 2014 erano:
- Aurensan
- Bazet
- Bordères-sur-l'Échez
- Gayan
- Ibos
- Lagarde
- Oroix
- Oursbelille
- Pintac
- Sarniguet
- Tarasteix

Dal 2015 i comuni appartenenti al cantone sono i seguenti 7:
- Bazet
- Bordères-sur-l'Échez
- Bours
- Chis
- Ibos
- Orleix
- Oursbelille